# Bladkongen
Bladkongen er en stumfilm fra 1916 instrueret af Alexander Christian.